# Pholis schultzi
Pholis schultzi és una espècie de peix de la família dels fòlids i de l'ordre dels perciformes. Va ser descrit per L.P. Schultz el 1931.

## Descripció
- Fa 13 cm de llargària màxima i és vermellós amb petites taques de color blau clar.
- 84-86 espines i cap radi tou a l'aleta dorsal.
- Aleta anal amb 2 espines, 41-44 radis tous i, sovint, amb franges.
- Aleta caudal arrodonida i pèlvica petita.[2][3][4]

## Hàbitat i distribució geogràfica
És un peix marí, demersal (fins als 18 m de fondària) i de clima temperat, el qual viu al Pacífic oriental: les zones de marees i submareals des de les illes de la Reina Carlota (el sud de la Colúmbia Britànica, el Canadà) fins a Diablo Cove (les costes centrals de Califòrnia, els Estats Units).

## Observacions
És inofensiu per als humans.